# Robertsganj
Robertsganj è una suddivisione dell'India, classificata come municipal board, di 32.209 abitanti, capoluogo del distretto di Sonbhadra, nello stato federato dell'Uttar Pradesh. In base al numero di abitanti la città rientra nella classe III (da 20.000 a 49.999 persone).

## Geografia fisica
La città è situata a 24° 41' 60 N e 83° 4' 0 E e ha un'altitudine di 300 m s.l.m..

## Società

### Evoluzione demografica
Al censimento del 2001 la popolazione di Robertsganj assommava a 32.209 persone, delle quali 17.150 maschi e 15.059 femmine. I bambini di età inferiore o uguale ai sei anni assommavano a 5.168, dei quali 2.636 maschi e 2.532 femmine. Infine, coloro che erano in grado di saper almeno leggere e scrivere erano 21.310, dei quali 12.623 maschi e 8.687 femmine.